# سوادی‌باشوو
سوادی‌باشوو (انگلیسی: Sevadybashevo) یک شهرک در شهرستان بوزدیاکسکی باشقیرستان کشور روسیه است.